# Centralasiatiska mästerskapet i fotboll 2023
Centralasiatiska mästerskapet i fotboll 2023 var det 1:a centralasiatiska mästerskapet. Mästerskapet spelades mellan den 10 och 20 juni 2023 i Kirgizistan och Uzbekistan.

## Nationer
| - Afghanistan - Iran - Kirgizistan (värdnation) - Oman (inbjudet från WAFF) | - Tadzjikistan - Turkmenistan - Uzbekistan (värdnation) |

## Gruppspel

### Grupp A
| Nr | Lag          | S | V | O | F | GM | IM | MS | P |
| -- | ------------ | - | - | - | - | -- | -- | -- | - |
| 1  | Uzbekistan   | 3 | 3 | 0 | 0 | 10 | 1  | +9 | 9 |
| 2  | Oman         | 3 | 1 | 1 | 1 | 3  | 4  | −1 | 4 |
| 3  | Tadzjikistan | 3 | 0 | 2 | 1 | 3  | 7  | −4 | 2 |
| 4  | Turkmenistan | 3 | 0 | 1 | 2 | 1  | 5  | −4 | 1 |

|             | 11 juni 2023 | Tadzjikistan             | 1 – 1           | Turkmenistan      | Pakhtakor Central Stadium                        |                                                  |
| 18:30 UTC+5 | 18:30 UTC+5  | Nuriddin Khamrokulov 86′ | (0 – 0) Rapport | 57′ Myrat Annaýew | Tasjkent Publik: 97 Domare: Hassan Akrami (Iran) | Tasjkent Publik: 97 Domare: Hassan Akrami (Iran) |
| 18:30 UTC+5 | 18:30 UTC+5  |                          |                 |                   | Tasjkent Publik: 97 Domare: Hassan Akrami (Iran) | Tasjkent Publik: 97 Domare: Hassan Akrami (Iran) |
| 18:30 UTC+5 | 18:30 UTC+5  |                          |                 |                   | Tasjkent Publik: 97 Domare: Hassan Akrami (Iran) | Tasjkent Publik: 97 Domare: Hassan Akrami (Iran) |

|             | 11 juni 2023 | Uzbekistan                                            | 3 – 0           | Oman | Milliy Stadium                                                  |                                                                 |
| 20:30 UTC+5 | 20:30 UTC+5  | Jaloliddin Masharipov 7′, 24′ Khojiakbar Alijonov 89′ | (2 – 0) Rapport |      | Tasjkent Publik: 12 912 Domare: Dayirbek Abdilaev (Kirgizistan) | Tasjkent Publik: 12 912 Domare: Dayirbek Abdilaev (Kirgizistan) |
| 20:30 UTC+5 | 20:30 UTC+5  |                                                       |                 |      | Tasjkent Publik: 12 912 Domare: Dayirbek Abdilaev (Kirgizistan) | Tasjkent Publik: 12 912 Domare: Dayirbek Abdilaev (Kirgizistan) |
| 20:30 UTC+5 | 20:30 UTC+5  |                                                       |                 |      | Tasjkent Publik: 12 912 Domare: Dayirbek Abdilaev (Kirgizistan) | Tasjkent Publik: 12 912 Domare: Dayirbek Abdilaev (Kirgizistan) |

|             | 14 juni 2023 | Oman                         | 1 – 1           | Tadzjikistan         | Pakhtakor Central Stadium                               |                                                         |
| 18:30 UTC+5 | 18:30 UTC+5  | Salaah Al-Yahyaei 14′ (str.) | (1 – 1) Rapport | 45′ Vakhdat Khanonov | Tasjkent Publik: 110 Domare: Kirill Levnikov (Ryssland) | Tasjkent Publik: 110 Domare: Kirill Levnikov (Ryssland) |
| 18:30 UTC+5 | 18:30 UTC+5  |                              |                 |                      | Tasjkent Publik: 110 Domare: Kirill Levnikov (Ryssland) | Tasjkent Publik: 110 Domare: Kirill Levnikov (Ryssland) |
| 18:30 UTC+5 | 18:30 UTC+5  |                              |                 |                      | Tasjkent Publik: 110 Domare: Kirill Levnikov (Ryssland) | Tasjkent Publik: 110 Domare: Kirill Levnikov (Ryssland) |

|             | 14 juni 2023 | Turkmenistan | 0 – 2           | Uzbekistan                | Milliy Stadium                                                      |                                                                     |
| 20:30 UTC+5 | 20:30 UTC+5  |              | (0 – 0) Rapport | 51′, 85′ Eldor Shomurodov | Tasjkent Publik: 14 410 Domare: Nurzatbek Abdikadirov (Kirgizistan) | Tasjkent Publik: 14 410 Domare: Nurzatbek Abdikadirov (Kirgizistan) |
| 20:30 UTC+5 | 20:30 UTC+5  |              |                 |                           | Tasjkent Publik: 14 410 Domare: Nurzatbek Abdikadirov (Kirgizistan) | Tasjkent Publik: 14 410 Domare: Nurzatbek Abdikadirov (Kirgizistan) |
| 20:30 UTC+5 | 20:30 UTC+5  |              |                 |                           | Tasjkent Publik: 14 410 Domare: Nurzatbek Abdikadirov (Kirgizistan) | Tasjkent Publik: 14 410 Domare: Nurzatbek Abdikadirov (Kirgizistan) |

|             | 17 juni 2023 | Turkmenistan | 0 – 2           | Oman                                        | Pakhtakor Central Stadium                                    |                                                              |
| 18:30 UTC+5 | 18:30 UTC+5  |              | (0 – 1) Rapport | 42′ Mahmood Al-Mushaifri 76′ Issam Al-Sabhi | Tasjkent Publik: 126 Domare: Dayirbek Abdilaev (Kirgizistan) | Tasjkent Publik: 126 Domare: Dayirbek Abdilaev (Kirgizistan) |
| 18:30 UTC+5 | 18:30 UTC+5  |              |                 |                                             | Tasjkent Publik: 126 Domare: Dayirbek Abdilaev (Kirgizistan) | Tasjkent Publik: 126 Domare: Dayirbek Abdilaev (Kirgizistan) |
| 18:30 UTC+5 | 18:30 UTC+5  |              |                 |                                             | Tasjkent Publik: 126 Domare: Dayirbek Abdilaev (Kirgizistan) | Tasjkent Publik: 126 Domare: Dayirbek Abdilaev (Kirgizistan) |

|             | 17 juni 2023 | Uzbekistan | 5 – 1           | Tadzjikistan              | Milliy Stadium                                      |                                                     |
| 20:30 UTC+5 | 20:30 UTC+5  | Jasurbek Yakhshiboev 53′ Eldor Shomurodov 56′ (str.) Abbosbek Fayzullaev 72′ Khojimat Erkinov 83′ Oston Urunov 90+6′ (str.) | (0 – 1) Rapport | 14′ Parvizdzhon Umarbayev | Tasjkent Publik: 9 099 Domare: Hassan Akrami (Iran) | Tasjkent Publik: 9 099 Domare: Hassan Akrami (Iran) |
| 20:30 UTC+5 | 20:30 UTC+5  | |                 |                           | Tasjkent Publik: 9 099 Domare: Hassan Akrami (Iran) | Tasjkent Publik: 9 099 Domare: Hassan Akrami (Iran) |
| 20:30 UTC+5 | 20:30 UTC+5  | |                 |                           | Tasjkent Publik: 9 099 Domare: Hassan Akrami (Iran) | Tasjkent Publik: 9 099 Domare: Hassan Akrami (Iran) |

### Grupp B
| Nr | Lag         | S | V | O | F | GM | IM | MS | P |
| -- | ----------- | - | - | - | - | -- | -- | -- | - |
| 1  | Iran        | 2 | 2 | 0 | 0 | 11 | 2  | +9 | 6 |
| 2  | Kirgizistan | 2 | 1 | 0 | 1 | 4  | 5  | −1 | 3 |
| 3  | Afghanistan | 2 | 0 | 0 | 2 | 1  | 9  | −8 | 0 |

|             | 10 juni 2023 | Kirgizistan             | 3 – 0               | Afghanistan | Dolen Omurzakov Stadium                                          |                                                                  |
| 21:00 UTC+6 | 21:00 UTC+6  | Ernist Batyrkanov 90+7′ | (tilldelad) Rapport |             | Bishkek Publik: 8 876 Domare: Charymurad Kurbanov (Turkmenistan) | Bishkek Publik: 8 876 Domare: Charymurad Kurbanov (Turkmenistan) |
| 21:00 UTC+6 | 21:00 UTC+6  |                         |                     |             | Bishkek Publik: 8 876 Domare: Charymurad Kurbanov (Turkmenistan) | Bishkek Publik: 8 876 Domare: Charymurad Kurbanov (Turkmenistan) |
| 21:00 UTC+6 | 21:00 UTC+6  |                         |                     |             | Bishkek Publik: 8 876 Domare: Charymurad Kurbanov (Turkmenistan) | Bishkek Publik: 8 876 Domare: Charymurad Kurbanov (Turkmenistan) |

|             | 13 juni 2023 | Iran                                                                                | 6 – 1           | Afghanistan      | Dolen Omurzakov Stadium                                     |                                                             |
| 21:00 UTC+6 | 21:00 UTC+6  | Sardar Azmoun 20′ Mehdi Taremi 21′, 28′, 51′ Alireza Jahanbakhsh 45′ Reza Asadi 67′ | (4 – 0) Rapport | 57′ Farshad Noor | Bishkek Publik: 33 Domare: Sadullo Gulmurodi (Tadzjikistan) | Bishkek Publik: 33 Domare: Sadullo Gulmurodi (Tadzjikistan) |
| 21:00 UTC+6 | 21:00 UTC+6  |                                                                                     |                 |                  | Bishkek Publik: 33 Domare: Sadullo Gulmurodi (Tadzjikistan) | Bishkek Publik: 33 Domare: Sadullo Gulmurodi (Tadzjikistan) |
| 21:00 UTC+6 | 21:00 UTC+6  |                                                                                     |                 |                  | Bishkek Publik: 33 Domare: Sadullo Gulmurodi (Tadzjikistan) | Bishkek Publik: 33 Domare: Sadullo Gulmurodi (Tadzjikistan) |

|             | 16 juni 2023 | Kirgizistan         | 1 – 5           | Iran                                                     | Dolen Omurzakov Stadium                                      |                                                              |
| 21:00 UTC+6 | 21:00 UTC+6  | Mirlan Murzayev 52′ | (0 – 2) Rapport | 34′, 39′ (str.), 56′ Mehdi Taremi 66′, 79′ Sardar Azmoun | Bishkek Publik: 9 927 Domare: Akhrol Riskullaev (Uzbekistan) | Bishkek Publik: 9 927 Domare: Akhrol Riskullaev (Uzbekistan) |
| 21:00 UTC+6 | 21:00 UTC+6  |                     |                 |                                                          | Bishkek Publik: 9 927 Domare: Akhrol Riskullaev (Uzbekistan) | Bishkek Publik: 9 927 Domare: Akhrol Riskullaev (Uzbekistan) |
| 21:00 UTC+6 | 21:00 UTC+6  |                     |                 |                                                          | Bishkek Publik: 9 927 Domare: Akhrol Riskullaev (Uzbekistan) | Bishkek Publik: 9 927 Domare: Akhrol Riskullaev (Uzbekistan) |

## Slutspel

### Bronsmatch
|             | 20 juni 2023 | Kirgizistan | 0 – 1           | Oman                | Pakhtakor Central Stadium                                   |                                                             |
| 18:00 UTC+5 | 18:00 UTC+5  |             | (0 – 0) Rapport | 71′ Arshad Al-Alawi | Tasjkent Publik: 186 Domare: Akhrol Riskullaev (Uzbekistan) | Tasjkent Publik: 186 Domare: Akhrol Riskullaev (Uzbekistan) |
| 18:00 UTC+5 | 18:00 UTC+5  |             |                 |                     | Tasjkent Publik: 186 Domare: Akhrol Riskullaev (Uzbekistan) | Tasjkent Publik: 186 Domare: Akhrol Riskullaev (Uzbekistan) |
| 18:00 UTC+5 | 18:00 UTC+5  |             |                 |                     | Tasjkent Publik: 186 Domare: Akhrol Riskullaev (Uzbekistan) | Tasjkent Publik: 186 Domare: Akhrol Riskullaev (Uzbekistan) |

### Final
|             | 20 juni 2023 | Uzbekistan | 0 – 1           | Iran              | Milliy Stadium                                             |                                                            |
| 20:30 UTC+5 | 20:30 UTC+5  |            | (0 – 0) Rapport | 48′ Sardar Azmoun | Tasjkent Publik: 34 000 Domare: Kirill Levnikov (Ryssland) | Tasjkent Publik: 34 000 Domare: Kirill Levnikov (Ryssland) |
| 20:30 UTC+5 | 20:30 UTC+5  |            |                 |                   | Tasjkent Publik: 34 000 Domare: Kirill Levnikov (Ryssland) | Tasjkent Publik: 34 000 Domare: Kirill Levnikov (Ryssland) |
| 20:30 UTC+5 | 20:30 UTC+5  |            |                 |                   | Tasjkent Publik: 34 000 Domare: Kirill Levnikov (Ryssland) | Tasjkent Publik: 34 000 Domare: Kirill Levnikov (Ryssland) |